# Encoma pulviscula
Encoma pulviscula là một loài bướm đêm trong họ Geometridae.